# Байка (село)
Байка (словац. Bajka) — село, громада округу Левіце, Нітранський край. Кадастрова площа громади — 5.76 км².
Населення 332 осіб (станом на 31 грудня 2024 року).

## Історія
Байка згадується 1286 року.

## Населення
| Рік:            | 1994. | 2004.   | 2014.   | 2024.   |
| --------------- | ----- | ------- | ------- | ------- |
| Кількість осіб: | 323   | 335     | 321     | 332     |
| Різниця:        |       | +3,71 % | -4,17 % | +3,42 % |

| Рік:            | 2023. | 2024.   |
| --------------- | ----- | ------- |
| Кількість осіб: | 336   | 332     |
| Різниця:        |       | -1,19 % |